# Sekkachi Hakushaku to Jikan Dorobō
Sekkachi Hakushaku to Jikan Dorobō és un manga creat per Koji Kumeta que tracta sobre tres personatges (un noble amb un barret altíssim, una senyoreta de classe alta i una col·legiala energètica) que tenen un mateix objectiu per raons distintes i hi ha un home que els espera.